# Nghiệm đại số
Nghiệm đại số là một nghiệm được biểu hiện ở dạng biểu thức đóng, và cụ thể hơn là một biểu thức đại số dạng đóng. Nó là nghiệm của một phương trình đại số với công thức lấy từ các hệ số, chỉ dựa trên các phép toán cộng, trừ, nhân, chia, lũy thừa bậc số nguyên và khai căn bậc n (căn bậc hai, căn bậc ba và các số nguyên khác).
Ví dụ nổi tiếng nhất là công thức tính nghiệm
{\displaystyle x={\frac {-b\pm {\sqrt {b^{2}-4ac\ }}}{2a}},}
được giảng dạy ở trường cấp hai, của phương trình bậc hai
{\displaystyle ax^{2}+bx+c=0}
(trong đó a ≠ 0).
Tồn tại các nghiệm đại số phức tạp hơn cho phương trình bậc ba và phương trình bậc bốn tổng quát. Định lý Relini Ruffini  :211 chỉ ra rằng phương trình bậc năm tổng quát không có nghiệm đại số, và điều này trực tiếp ngụ ý rằng phương trình đa thức tổng quát của n, đối với n ≥ 5, không thể giải được bằng phương thức đại số. Tuy nhiên, với n ≥ 5, một số phương trình đa thức có các nghiệm đại số; ví dụ: phương trình {\displaystyle x^{10}=a} có thể có nghiệm như {\displaystyle x=a^{1/10}.}
Évariste Galois đưa ra một tiêu chí cho phép người ta quyết định phương trình nào có thể giải được bằng biến đổi đại số. Xem Mở rộng đại số để biết công thức chính xác của kết quả.
Các nghiệm đại số tạo thành một tập hợp con của các biểu thức dạng đóng, bởi vì các hàm sau còn có các hàm siêu việt (hàm không đại số) như hàm số mũ, hàm logarit và hàm lượng giác và nghịch đảo của chúng.